# Bouillac (Dordogne)
Pour les articles homonymes, voir Bouillac.
Bouillac est une commune française située dans le département de la Dordogne, en région Nouvelle-Aquitaine.

## Géographie

### Généralités
Dans le quart sud-est du département de la Dordogne, la commune de Bouillac est située en forêt de la Bessède.
Sur le coteau au nord de la Couze et traversé par la route départementale 26, le petit bourg de Bouillac est situé, en distances orthodromiques, dix kilomètres au sud du Buisson-de-Cadouin et dix-sept kilomètres au sud-est de Lalinde.
Entre Saint-Avit-Rivière et Saint-Pardoux-et-Vielvic, le sentier de grande randonnée GR 36 traverse la commune de l'ouest au nord-est sur quatre kilomètres, en deux tronçons.

### Communes limitrophes
Bouillac est limitrophe de cinq autres communes. Au sud-ouest, son territoire est distant de 700 mètres de celui de Saint-Marcory.
| Le Buisson-de-Cadouin   |                    | Urval                    |
| Montferrand-du-Périgord | Bouillac           | Saint-Pardoux-et-Vielvic |
|                         | Saint-Avit-Rivière |                          |

### Géologie et relief

#### Géologie
Situé sur la plaque nord du Bassin aquitain et bordé à son extrémité nord-est par une frange du Massif central, le département de la Dordogne présente une grande diversité géologique. Les terrains sont disposés en profondeur en strates régulières, témoins d'une sédimentation sur cette ancienne plate-forme marine. Le département peut ainsi être découpé sur le plan géologique en quatre gradins différenciés selon leur âge géologique. Bouillac est située dans le troisième gradin à partir du nord-est, un plateau formé de calcaires hétérogènes du Crétacé.
Les couches affleurantes sur le territoire communal sont constituées de formations superficielles du Quaternaire et de roches sédimentaires datant pour certaines du Cénozoïque, et pour d'autres du Mésozoïque. La formation la plus ancienne, notée c5c, date du Campanien 3, une alternance de marnes à glauconie et de calcaires crayo-marneux jaunâtres. La formation la plus récente, notée CFvs, fait partie des formations superficielles de type colluvions carbonatées de vallons secs : sable limoneux à débris calcaires et argile sableuse à débris. Le descriptif de ces couches est détaillé dans  la feuille « no 831 - Belvès » de la carte géologique au 1/50 000 de la France métropolitaine, et sa notice associée.

Carte géologique de Bouillac.

#### Relief et paysages

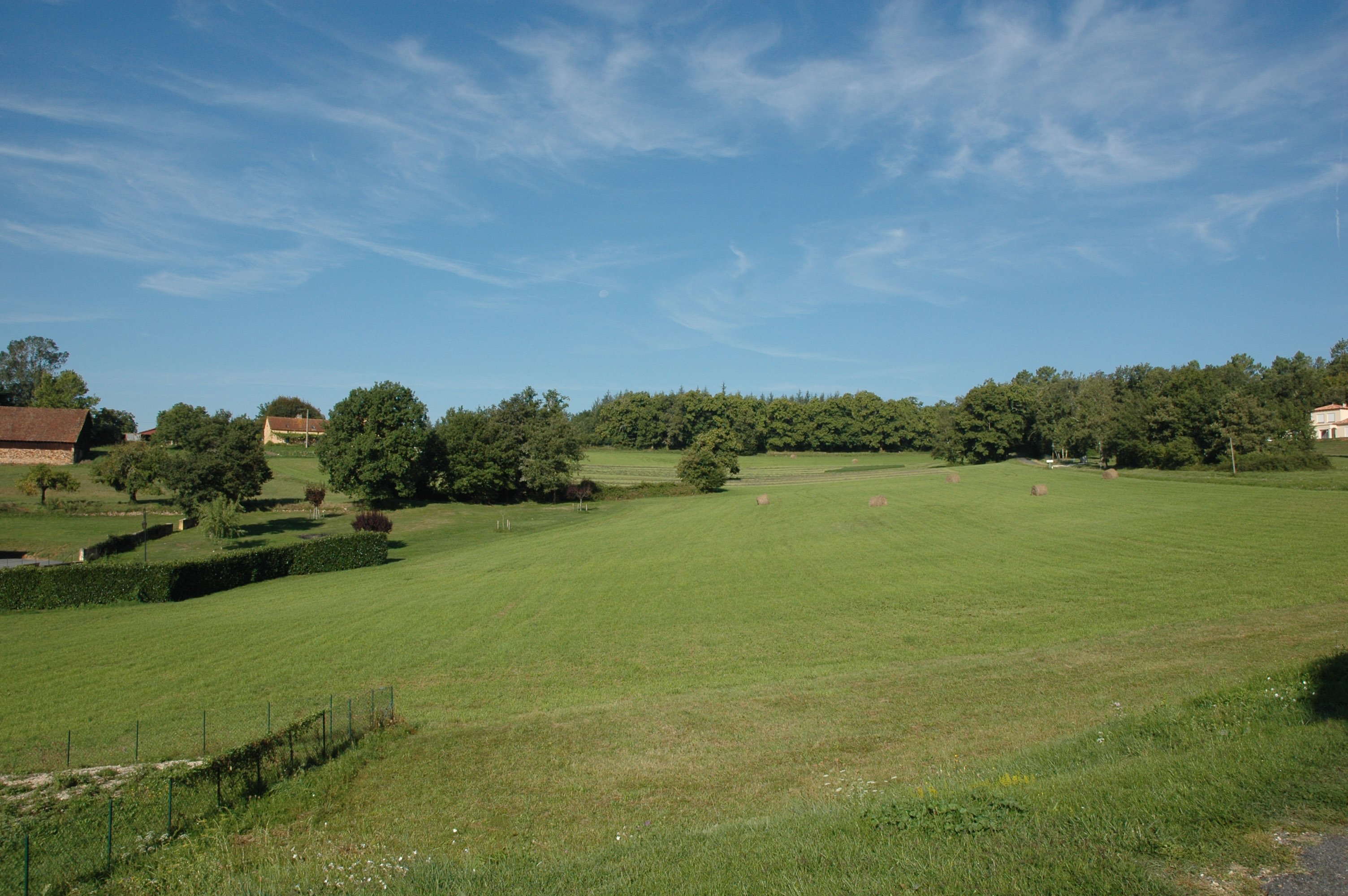
Paysage à Bouillac.

Le département de la Dordogne se présente comme un vaste plateau incliné du nord-est (491 m, à la forêt de Vieillecour dans le Nontronnais, à Saint-Pierre-de-Frugie) au sud-ouest (2 m à Lamothe-Montravel). L'altitude du territoire communal varie quant à elle entre 121 m à l'extrême ouest, là où la Couze quitte la commune et sert de limite entre celles de Montferrand-du-Périgord et Saint-Avit-Rivière, et 243 m dans le nord, près du lieu-dit Saint-Avit de Bessède.
Dans le cadre de la Convention européenne du paysage entrée en vigueur en France le 1er juillet 2006, renforcée par la loi du 8 août 2016 pour la reconquête de la biodiversité, de la nature et des paysages, un atlas des paysages de la Dordogne a été élaboré sous maîtrise d’ouvrage de l’État et publié en octobre 2020. Les paysages du département s'organisent en huit unités paysagères et 14 sous-unités. La commune fait partie du Périgord noir, un paysage vallonné et forestier, qui ne s’ouvre que ponctuellement autour de vallées-couloirs et d’une multitude de clairières de toutes tailles. Il s'étend du nord de la Vézère au sud de la Dordogne (en amont de Lalinde) et est riche d’un patrimoine exceptionnel.
La superficie cadastrale de la commune publiée par l'Insee, qui sert de référence dans toutes les statistiques, est de 12,34 km2,,. La superficie géographique, issue de la BD Topo, composante du Référentiel à grande échelle produit par l'IGN, est quant à elle de 12,38 km2.

### Hydrographie

#### Réseau hydrographique

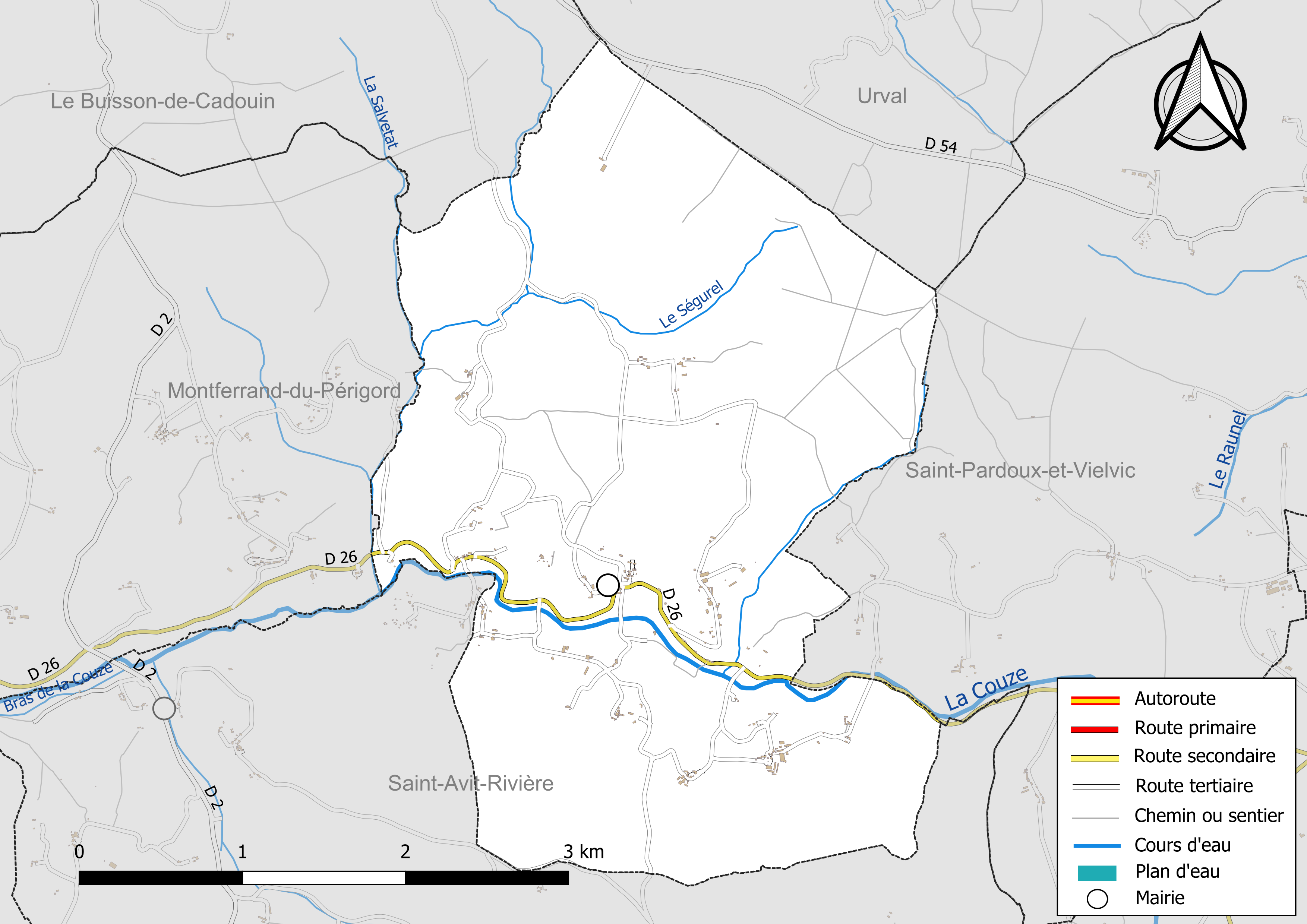
Réseaux hydrographique et routier de Bouillac.

La commune est située dans le bassin de la Dordogne au sein du Bassin Adour-Garonne. Elle est drainée par la Couze, la Salvetat, le Ségurel et par divers petits cours d'eau, qui constituent un réseau hydrographique de 11,5 km de longueur totale,.
La Couze, d'une longueur totale de 30,09 km, prend sa source dans la commune de Pays de Belvès (territoire de l'ancienne commune de Fongalop) et se jette  dans la Dordogne en rive gauche à Couze-et-Saint-Front, face à Lalinde,. Elle traverse la commune du sud-est vers l'ouest sur trois kilomètres et demi et lui sert de limite territoriale sur environ 800 mètres face à Saint-Avit-Rivière.
Son affluent de rive droite le Ségurel arrose le territoire communal du nord-est à l'ouest sur quatre kilomètres et demi dont un kilomètre et demi face à Montferrand-du-Périgord, en deux tronçons.
Affluent de rive droite du Ségurel, la Salvetat borde la commune au nord-ouest sur 850 mètres, en limite de Montferrand-du-Périgord.

#### Gestion et qualité des eaux
Le territoire communal est couvert par le schéma d'aménagement et de gestion des eaux (SAGE) « Dordogne Atlantique ». Ce document de planification, dont le territoire correspond au sous‐bassin le plus aval du bassin versant de la Dordogne (aval de la confluence Dordogne - Vézère)., d'une superficie de 2 700 km2 est en cours d'élaboration. La structure porteuse de l'élaboration et de la mise en œuvre est l'établissement public territorial de bassin de la Dordogne (EPIDOR). Il définit sur son territoire les objectifs généraux d’utilisation, de mise en valeur et de protection quantitative et qualitative des ressources en eau superficielle et souterraine, en respect des objectifs de qualité définis dans le troisième SDAGE  du Bassin Adour-Garonne qui couvre la période 2022-2027, approuvé le 10 mars 2022.
La qualité des eaux de baignade et des cours d’eau peut être consultée sur un site dédié géré par les agences de l’eau et l’Agence française pour la biodiversité.

### Climat
Pour des articles plus généraux, voir Climat de la Nouvelle-Aquitaine et Climat de la Dordogne.
Historiquement, la commune est exposée à un climat océanique aquitain.  
En 2020, Météo-France publie une typologie des climats de la France métropolitaine dans laquelle la commune est exposée à un climat océanique altéré et est dans la région climatique  Aquitaine, Gascogne, caractérisée par une pluviométrie abondante au printemps, modérée en automne, un faible ensoleillement au printemps, un été chaud (19,5 °C), des vents faibles, des brouillards fréquents en automne et en hiver et des orages fréquents en été (15 à 20 jours).
Pour la période 1971-2000, la température annuelle moyenne est de 12,7 °C, avec  une amplitude thermique annuelle de 15,2 °C. Le cumul annuel moyen de précipitations est de 915 mm, avec 11,9 jours de précipitations en janvier et 6,8 jours en juillet. Pour la période 1991-2020, la température moyenne annuelle observée sur la station météorologique la plus proche, située sur la commune de Pays de Belvès à 7 km à vol d'oiseau, est de 13,0 °C et le cumul annuel moyen de précipitations est de 888,2 mm,. Pour l'avenir, les paramètres climatiques de la commune estimés pour 2050 selon différents scénarios d’émission de gaz à effet de serre sont consultables sur un site dédié publié par Météo-France en novembre 2022.

## Urbanisme

### Typologie
Au 1er janvier 2024, Bouillac est catégorisée commune rurale à habitat très dispersé, selon la nouvelle grille communale de densité à 7 niveaux définie par l'Insee en 2022.
Elle est située hors unité urbaine et hors attraction des villes,.

### Occupation des sols
L'occupation des sols de la commune, telle qu'elle ressort de la base de données européenne d’occupation biophysique des sols Corine Land Cover (CLC), est marquée par l'importance des forêts et milieux semi-naturels (62,9 % en 2018), en diminution par rapport à 1990 (66,6 %). La répartition détaillée en 2018 est la suivante : 
forêts (55,2 %), zones agricoles hétérogènes (33,1 %), milieux à végétation arbustive et/ou herbacée (7,7 %), terres arables (3,4 %), prairies (0,6 %). L'évolution de l’occupation des sols de la commune et de ses infrastructures peut être observée sur les différentes représentations cartographiques du territoire : la carte de Cassini (XVIIIe siècle), la carte d'état-major (1820-1866) et les cartes ou photos aériennes de l'IGN pour la période actuelle (1950 à aujourd'hui).

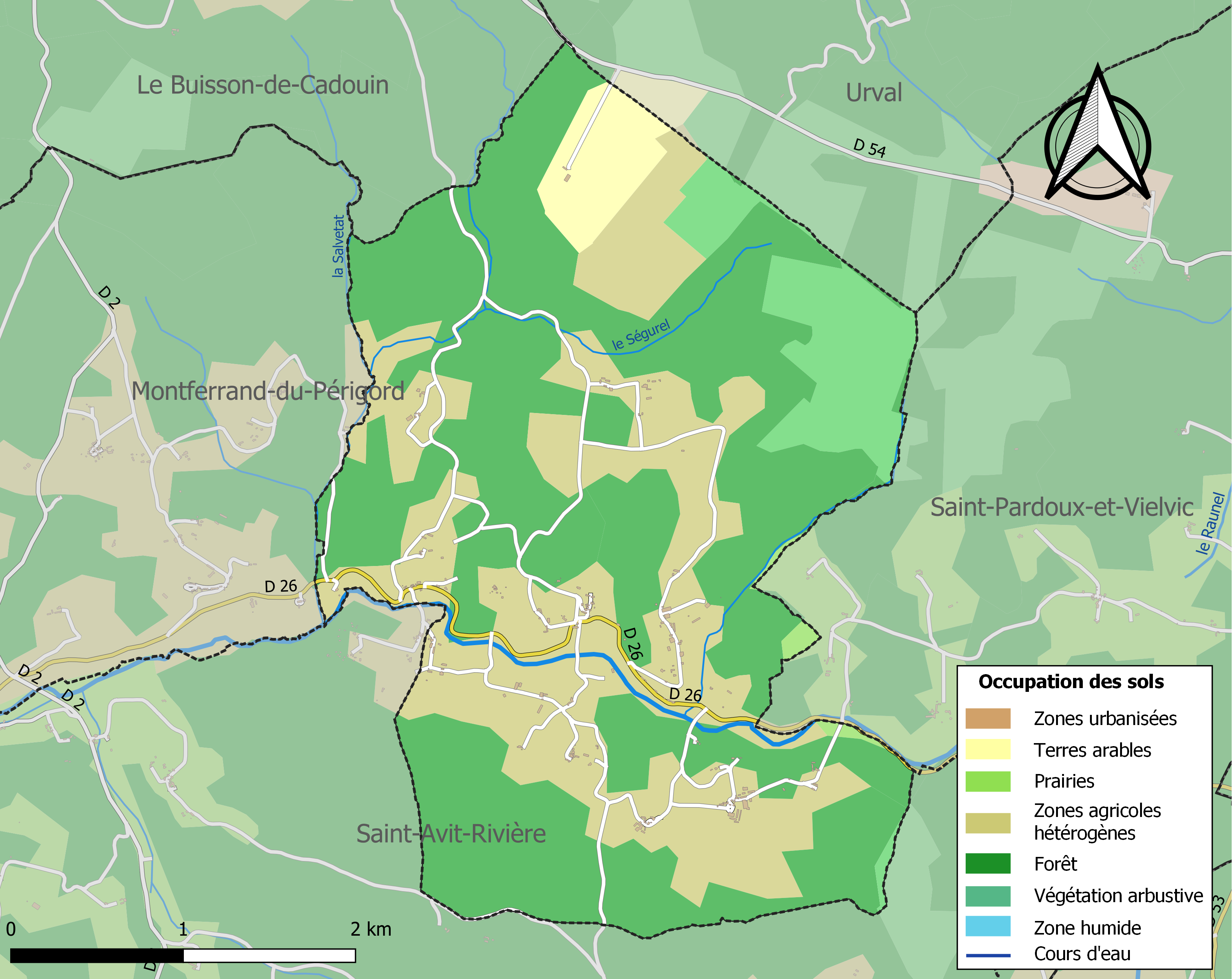
Carte des infrastructures et de l'occupation des sols de la commune en 2018 (CLC).

### Villages, hameaux et lieux-dits
Outre le bourg de Bouillac proprement dit, le territoire se compose d'autres villages ou hameaux, ainsi que de lieux-dits :
- Astor
- la Bessède de Fromental
- Bouillac Bas
- Bouillatou
- Bourdou Bas
- Bourdou Haut
- la Calprade
- Caze
- Champ de Rivière
- le Colombier
- Fargue de Caze
- Faux
- la Font Fraiche
- Forêt Domaniale de la Bessède
- Fromental
- Fronsac
- Gandil
- le Gros Noyer
- Haut Bouillac
- Mayne de Boule
- Peyrelevade
- la Planette
- les Prés de Fromental
- Réginie
- Saint-Avit de Bessède
- Terme des Gréjoles
- Terme de la Tour
- la Tuillère
- la Vignasse.

### Prévention des risques
Le territoire de la commune de Bouillac est vulnérable à différents aléas naturels : météorologiques (tempête, orage, neige, grand froid, canicule ou sécheresse), inondations, feux de forêts, mouvements de terrains et séisme (sismicité très faible). Un site publié par le BRGM permet d'évaluer simplement et rapidement les risques d'un bien localisé soit par son adresse soit par le numéro de sa parcelle.
Certaines parties du territoire communal sont susceptibles d’être affectées par le risque d’inondation par débordement de cours d'eau, notamment la Couze. La commune a été reconnue en état de catastrophe naturelle au titre des dommages causés par les inondations et coulées de boue survenues en 1982 et 1999,.
Bouillac est exposée au risque de feu de forêt. L’arrêté préfectoral du 14 mars 2013 fixe les conditions de pratique des incinérations et de brûlage dans un objectif de réduire le risque de départs d’incendie. À ce titre, des périodes sont déterminées : interdiction totale du 15 février au 15 mai et du 15 juin au 15 octobre, utilisation réglementée du 16 mai au 14 juin et du 16 octobre au 14 février. En septembre 2020, un plan inter-départemental de protection des forêts contre les incendies (PidPFCI) a été adopté pour la période 2019-2029,.

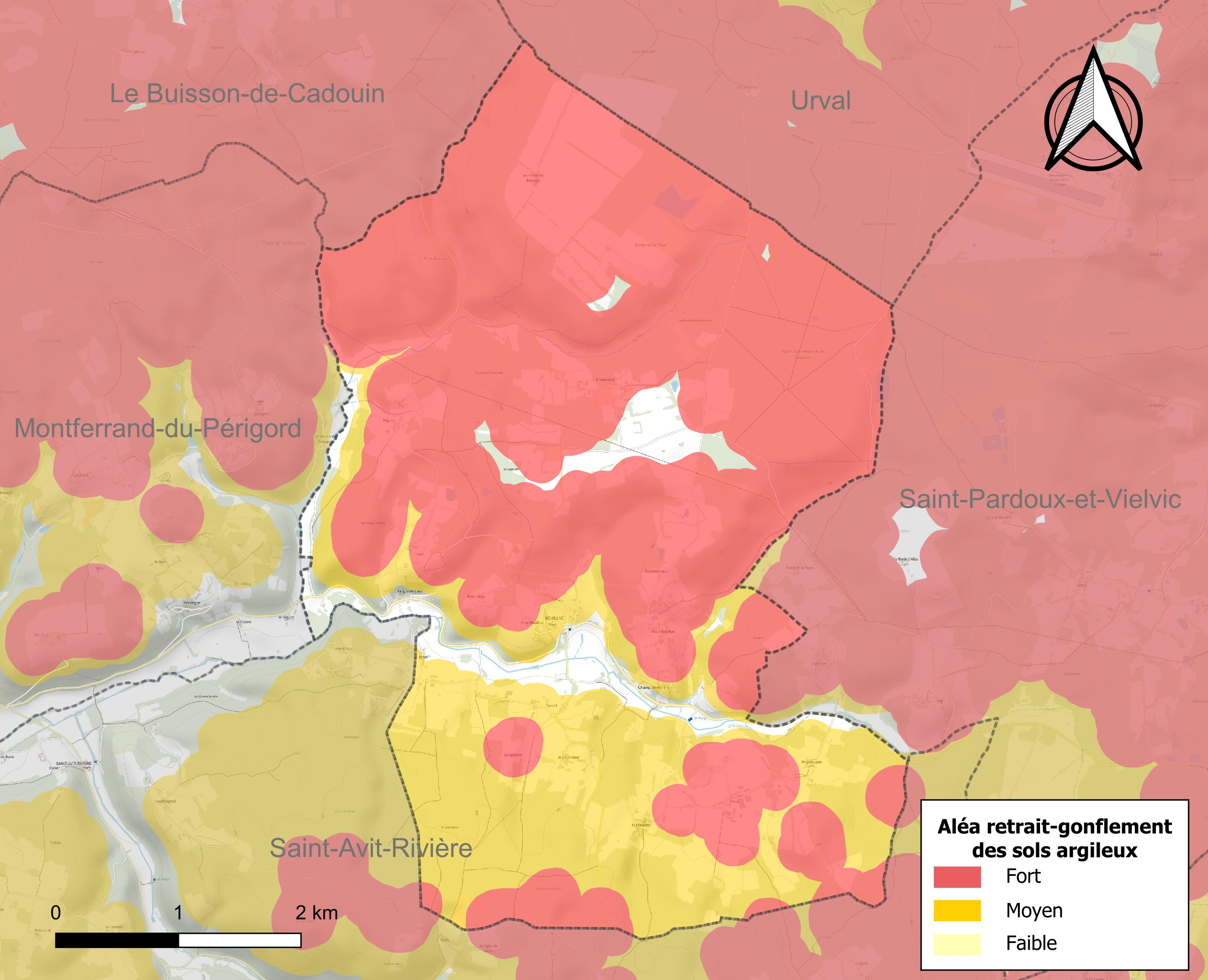
Carte des zones d'aléa retrait-gonflement des sols argileux de Bouillac.

Les mouvements de terrains susceptibles de se produire sur la commune sont des tassements différentiels. Le retrait-gonflement des sols argileux est susceptible d'engendrer des dommages importants aux bâtiments en cas d’alternance de périodes de sécheresse et de pluie. 92,4 % de la superficie communale est en aléa moyen ou fort (58,6 % au niveau départemental et 48,5 % au niveau national métropolitain). Depuis le 1er octobre 2020, en application de la loi ÉLAN, différentes contraintes s'imposent aux vendeurs, maîtres d'ouvrages ou constructeurs de biens situés dans une zone classée en aléa moyen ou fort,.
La commune a été reconnue en état de catastrophe naturelle au titre des dommages causés par des mouvements de terrain en 1999.

## Toponymie
En occitan, la commune porte le nom de Bolhac.

## Politique et administration

### Rattachements administratifs
Dès 1790, la commune de Bouillac a été rattachée au canton de Montferrand qui dépendait du district de Belvès jusqu'en 1795, date de suppression des districts. Lorsque ce canton est supprimé par la loi du 8 pluviôse an IX (28 janvier 1801)  portant sur la « réduction du nombre de justices de paix », la commune a été rattachée au canton de Cadouin dépendant de l'arrondissement de Bergerac. Il change de nom en 1974, devenant le canton du Buisson-de-Cadouin.
Lors du redécoupage cantonal de 2014-2015, le nombre de cantons du département est divisé par deux, avec mise en application aux élections départementales de mars 2015. Le canton du Buisson-de-Cadouin est supprimé à cette occasion. Ses huit communes sont alors rattachées au canton de Lalinde!

### Intercommunalité
Début 2002, Bouillac intègre dès sa création la communauté de communes de Cadouin. Celle-ci est dissoute au 31 décembre 2012 et remplacée au 1er janvier 2013 par la communauté de communes des Bastides Dordogne-Périgord.

### Administration municipale
La population de la commune étant comprise entre 100 et 499 habitants au recensement de 2017, onze conseillers municipaux ont été élus en 2020,.

### Liste des maires
| Période                                  | Période  | Identité          | Étiquette   | Qualité     |
| ---------------------------------------- | -------- | ----------------- | ----------- | ----------- |
| Les données manquantes sont à compléter. |          |                   |             |             |
|                                          |          |                   |             |             |
| 1989                                     | 2001     | André Vignal      | SE          |             |
| mars 2001 (réélu en mai 2020)            | En cours | Paul-Mary Delfour | SE puis DVD | Agriculteur |

## Équipements et services publics

### Justice
Dans le domaine judiciaire, Bouillac relève : 
- du tribunal judiciaire, du tribunal pour enfants, du conseil de prud'hommes et du tribunal de commerce de Bergerac ;
- du pôle Nationalité du tribunal judiciaire de Périgueux (compétent uniquement dans le domaine de la nationalité) ;
- de la cour d'appel, du tribunal administratif et de la  cour administrative d'appel de Bordeaux.

## Population et société

### Démographie
Les habitants de Bouillac se nomment les Bouillacois.
L'évolution du nombre d'habitants est connue à travers les recensements de la population effectués dans la commune depuis 1793. Pour les communes de moins de 10 000 habitants, une enquête de recensement portant sur toute la population est réalisée tous les cinq ans, les populations de référence des années intermédiaires étant quant à elles estimées par interpolation ou extrapolation. Pour la commune, le premier recensement exhaustif entrant dans le cadre du nouveau dispositif a été réalisé en 2007.

En 2022, la commune comptait 123 habitants, en évolution de −1,6 % par rapport à 2016 (Dordogne : +0,37 %, France hors Mayotte : +2,11 %).
| 1793 | 1800 | 1806 | 1821 | 1831 | 1836 | 1841 | 1846 | 1851 |
| ---- | ---- | ---- | ---- | ---- | ---- | ---- | ---- | ---- |
| 289  | 258  | 322  | 335  | 344  | 339  | 346  | 401  | 382  |

| 1856 | 1861 | 1866 | 1872 | 1876 | 1881 | 1886 | 1891 | 1896 |
| ---- | ---- | ---- | ---- | ---- | ---- | ---- | ---- | ---- |
| 339  | 344  | 344  | 298  | 296  | 288  | 312  | 288  | 265  |

| 1901 | 1906 | 1911 | 1921 | 1926 | 1931 | 1936 | 1946 | 1954 |
| ---- | ---- | ---- | ---- | ---- | ---- | ---- | ---- | ---- |
| 251  | 226  | 197  | 186  | 188  | 183  | 165  | 174  | 149  |

| 1962 | 1968 | 1975 | 1982 | 1990 | 1999 | 2006 | 2007 | 2012 |
| ---- | ---- | ---- | ---- | ---- | ---- | ---- | ---- | ---- |
| 131  | 139  | 115  | 97   | 114  | 119  | 121  | 121  | 130  |

| 2017 | 2022 | - | - | - | - | - | - | - |
| ---- | ---- | - | - | - | - | - | - | - |
| 122  | 123  | - | - | - | - | - | - | - |

## Économie

### Emploi
En 2015, parmi la population communale comprise entre 15 et 64 ans, les actifs représentent 55 personnes, soit 43,3 % de la population municipale. Le nombre de chômeurs (onze) a légèrement diminué par rapport à 2010 (douze) et le taux de chômage de cette population active s'établit à 20,8 %.

### Établissements
Au 31 décembre 2015, la commune compte 21 établissements, dont neuf au niveau des commerces, transports ou services, huit dans l'agriculture, la sylviculture ou la pêche, trois relatifs au secteur administratif, à l'enseignement, à la santé ou à l'action sociale, et un dans l'industrie.

## Culture locale et patrimoine

### Lieux et monuments
- Église Saint-Pierre-ès-Liens[54].

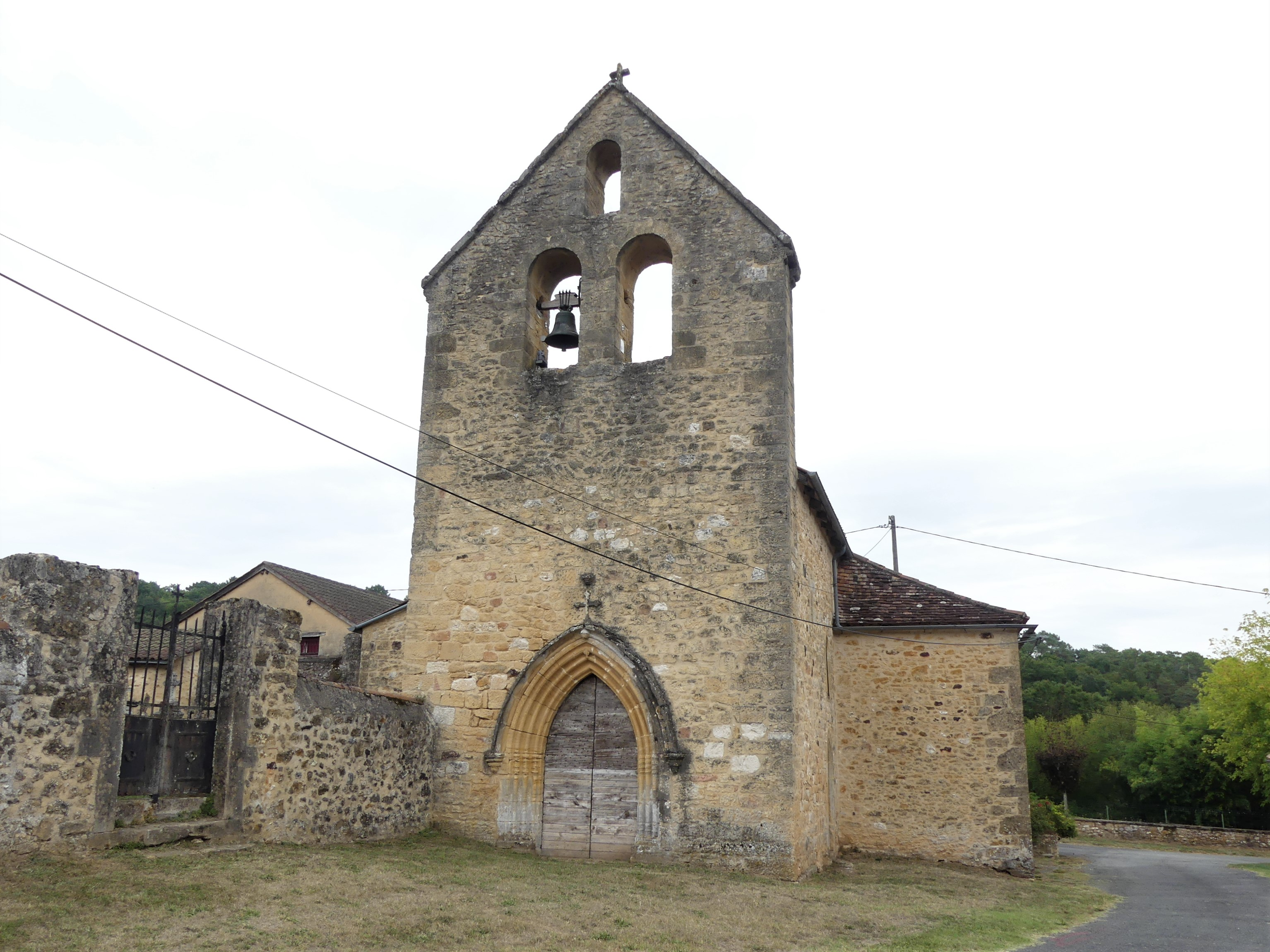
L'église Saint-Pierre-ès-Liens.
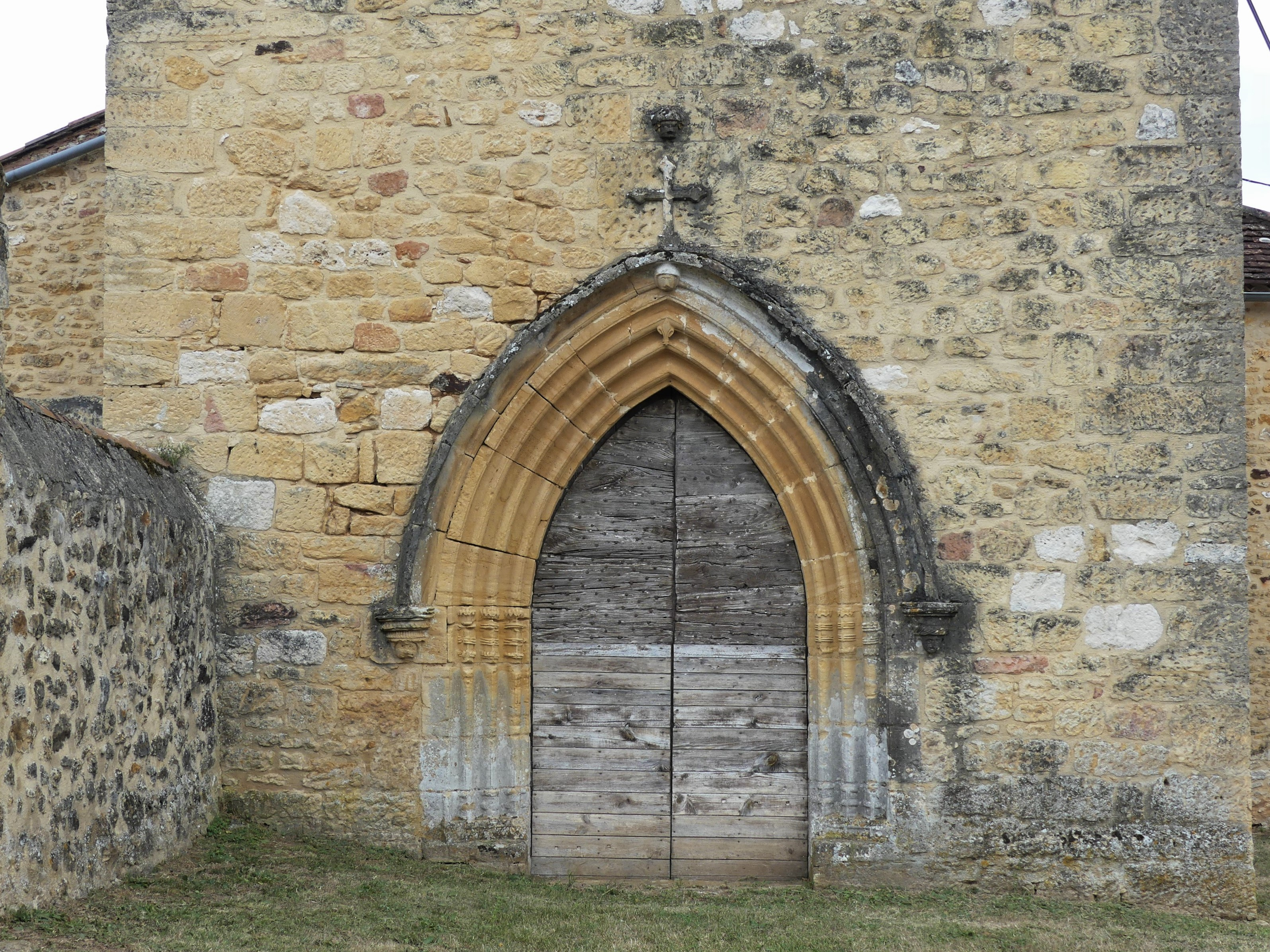
Son portail.
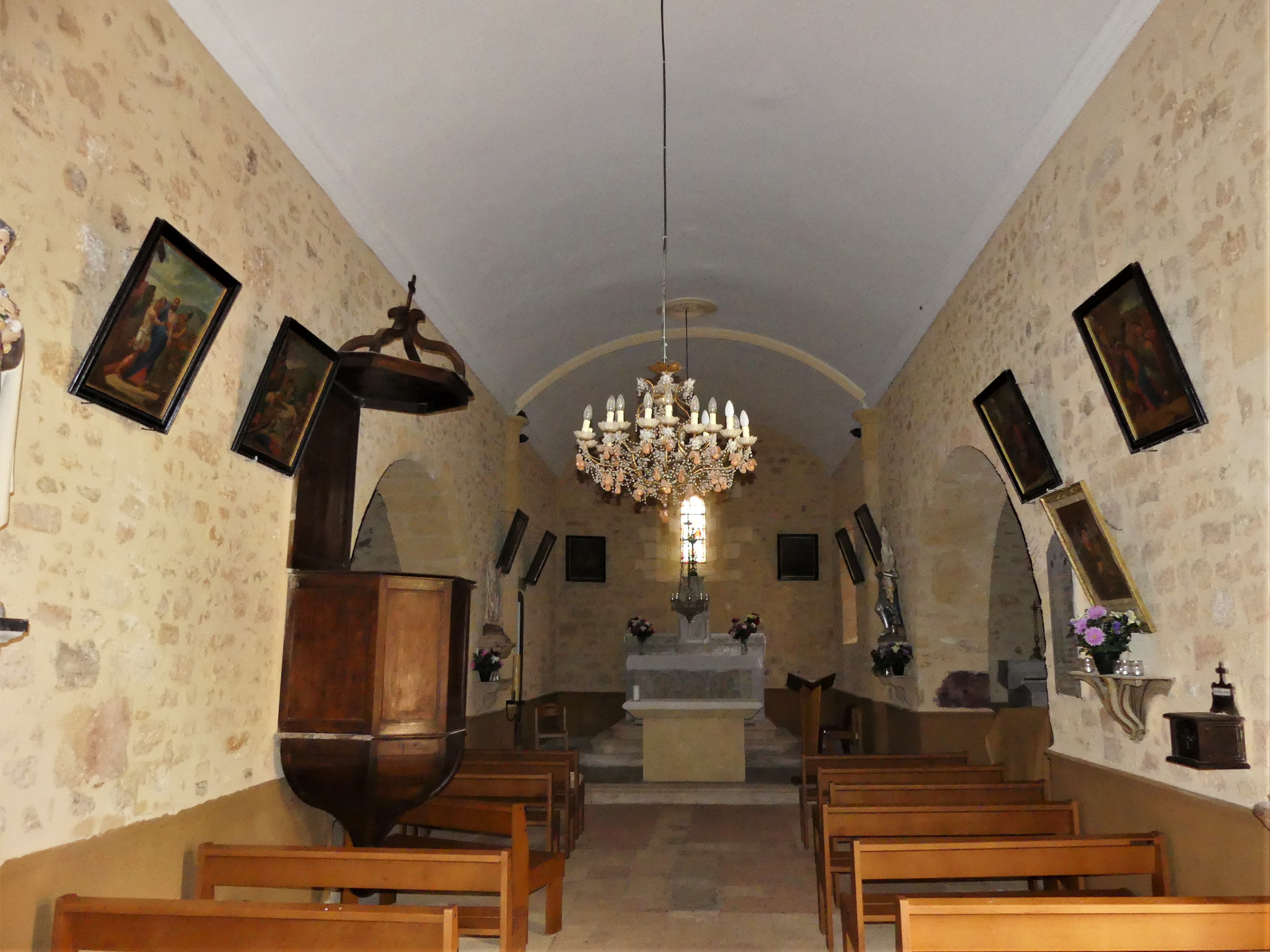
Sa nef.
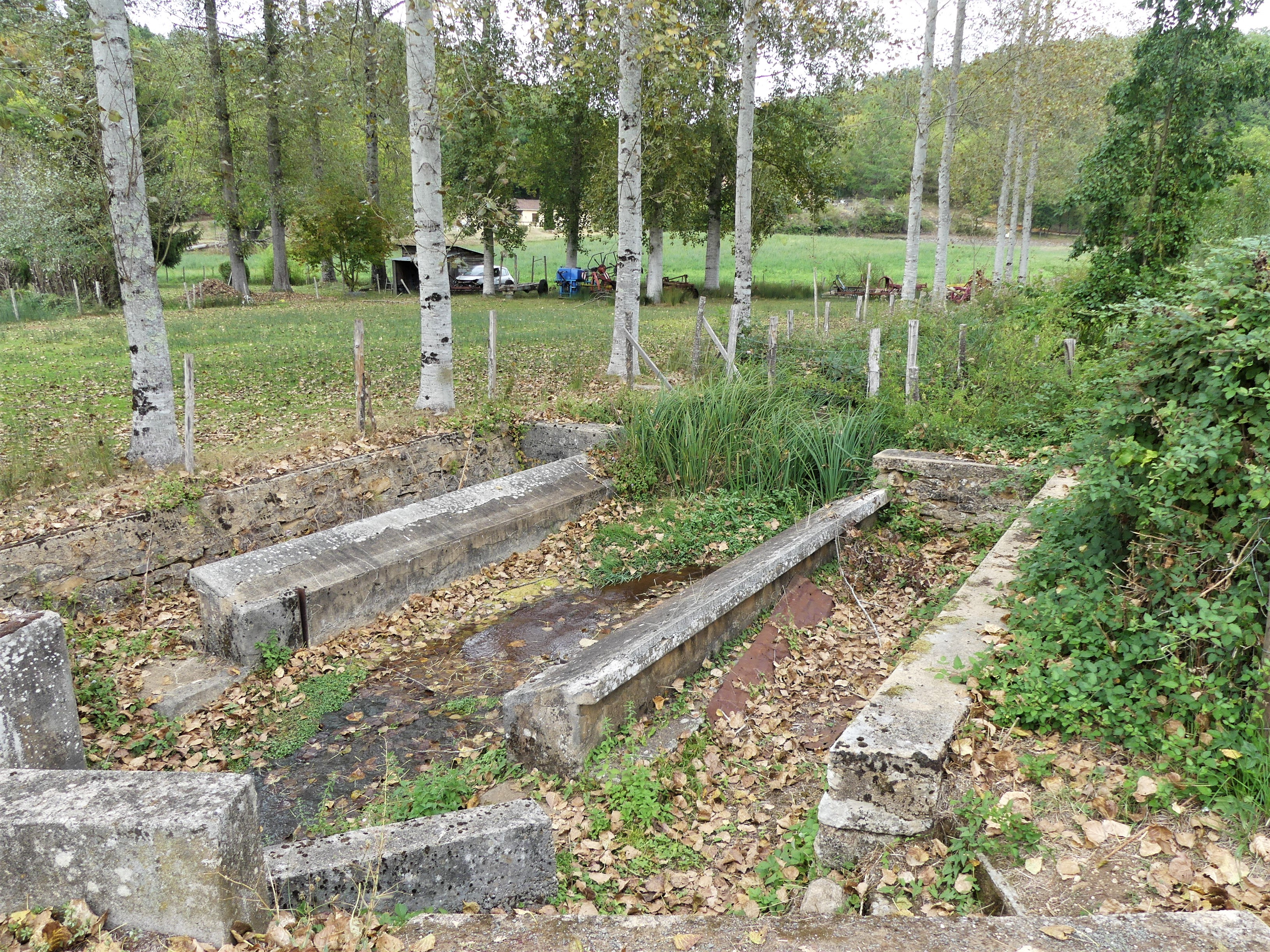
Lavoir sur la Couze à Fargue de Caze.

### Patrimoine naturel
Partagée avec les communes de Saint-Avit-Rivière et Le Buisson-de-Cadouin, la zone naturelle d'intérêt écologique, faunistique et floristique (ZNIEFF) de type II de la « forêt de la Bessède » s'étend sur plus de 7 500 hectares,, dont une partie au nord de la Couze concerne le territoire de Bouillac.
Cette ZNIEFF héberge onze espèces d'oiseaux protégées sur le territoire national, : le Busard cendré (Circus pygargus), le Busard Saint-Martin (Circus cyaneus), la Bondrée apivore (Pernis apivorus), la Buse variable (Buteo buteo), la Chouette effraie (Tyto alba), la Chouette hulotte (Strix aluco), l'Engoulevent d'Europe (Caprimulgus europaeus), le Faucon hobereau (Falco subbuteo), la Fauvette pitchou (Sylvia undata), la Linotte mélodieuse (Carduelis cannabina) et la Locustelle tachetée (Locustella naevia).
En ce qui concerne sa flore, deux espèces de plantes sont également protégées au niveau national : la Droséra à feuilles rondes (Drosera rotundifolia) et la Laîche fausse (Carex pseudobrizoides), cette dernière étant considérée comme espèce déterminante.

## Pour approfondir